# Kutzenberg
Kutzenberg ist ein Gemeindeteil des oberfränkischen Marktes Ebensfeld im Landkreis Lichtenfels, der das Bezirksklinikum Obermain umfasst.

## Geographie
Das Dorf liegt rund 2,5 Kilometer südöstlich von Ebensfeld etwa 70 Meter oberhalb der Mainaue. Westlich führt die Autobahn 73 vorbei. Am Südrand befand sich leicht erhöht am Ende eines kleinen Nebentals, das der Hetzengraben durchfließt, eine abgegangene Turmhügelburg.

## Geschichte
Kutzenberg wurde erstmals 1139 erwähnt, als die Brüder Poppos von Leiterbach und Hartmut „de Chozzinberge“ als Zeugen einer Schenkung der Herren von Pödeldorf an das Kloster Banz auftraten. 1801 gab es in Kutzenberg einen Hof mit zwei Häusern, zwei Stadeln, einem Schafhaus und Nebengebäuden, der zum Lichtenfelser Amt des Bamberger Fürstbischofs gehörte.
Im Jahr 1862 wurde Kutzenberg in das neu geschaffene bayerische Bezirksamt Staffelstein eingegliedert. Die Einöde gehörte zur Landgemeinde Ebensfeld im Landgericht Staffelstein. 1871 hatte Kutzenberg, das nach Ebensfeld eingepfarrt war, 18 Einwohner und 9 Gebäude. 1900 zählte der Weiler mit dem Gutshof 17 Einwohner und 2 Wohngebäude.
Im Februar 1904 erwarb die oberfränkische Kreisgemeinde für 200.000 Mark den Kutzenberger Gutshof, um zur Entlastung der Bayreuther Anstalt eine zweite oberfränkische Kreisirrenanstalt einzurichten. Der erste Bauabschnitt für rund 300 Patienten dauerte von 1904 bis 1908 und kostete rund 1,48 Millionen Mark. Die ersten Patienten wurden am 1. September 1905 aufgenommen. Der zweite Bauabschnitt der Oberfränkischen Heil- und Pflegeanstalt, seit 1906 so bezeichnet, für weitere 300 Plätze, begann 1910 und endete 1916. Die weitläufige Gesamtanlage in einem parkartig gestalteten Gelände entstand im Pavillonsystem. Die arbeitsfähigen Insassen wurden in der Landwirtschaft des Anstaltgutes beschäftigt. 1914 lebten auf Kutzenberg 273 Kranke, außerdem gab es 107 Beschäftigte. Der Ort besaß eine eigene Elektrizitäts-, Wärme- und Wasserversorgung und seit 1913 eine eigene Schule. 1925 wurden 656 Einwohner und 28 Wohngebäude gezählt. Das Dorf war nach Prächting eingepfarrt.
1940 und 1941 wurden 446 Patienten zumeist nach Hartheim deportiert und dort im Rahmen der sogenannten Euthanasie ermordet. Ende des Zweiten Weltkrieges lebten 872 Kranke in der Anstalt. Im Jahr 1946 wurde der Schwerpunkt der Anlage auf die Behandlung von Tuberkulose-Kranken geändert. 1950 wurden 522 Einwohner und 14 Wohngebäude gezählt. Im Jahr 1955 lebten in der psychiatrischen Abteilung 150 Patienten, einen stationären Arzt gab es nicht, und in der Lungenheilstätte 600 Patienten. Insgesamt hatte die Klinik 260 Beschäftigte. Die Anstalt versorgte sich mit Energie und den Hauptnahrungsmitteln selbst. Um 1960 wurden neue Bettenhäuser gebaut, weitere Neubauten folgten zwischen 1969 und 1975 und in den 1980er Jahren.
In der Anstalt Kutzenberg befindet sich die einzige nach dem deutschen Infektionsschutzgesetz eingerichtete, geschlossene Tuberkulose-Isolierstation in Deutschland.
Am 1. Juli 1972 wurde der Landkreis Staffelstein aufgelöst. Kutzenberg kam mit Ebensfeld zum Landkreis Lichtenfels. 1987 hatte Kutzenberg 255 Einwohner sowie 34 Wohnhäuser mit 49 Wohnungen.
Das Gut Kutzenberg, mit seinen 95 Hektar Ackerland und 8 Hektar Grünland, wurde bis Ende 1997 vom Bezirksklinikum verwaltet und 1998 den Landwirtschaftlichen Lehranstalten des Bezirks Oberfranken angegliedert. Im Jahr 2006 folgte die Verpachtung der Flächen des Bezirkslehrgutes an die Bioenergie Kutzenberg, die das Bezirksklinikum
Obermain mit Wärme versorgt und außerdem bis zu 500 kW Strom erzeugt.

## Sehenswürdigkeiten

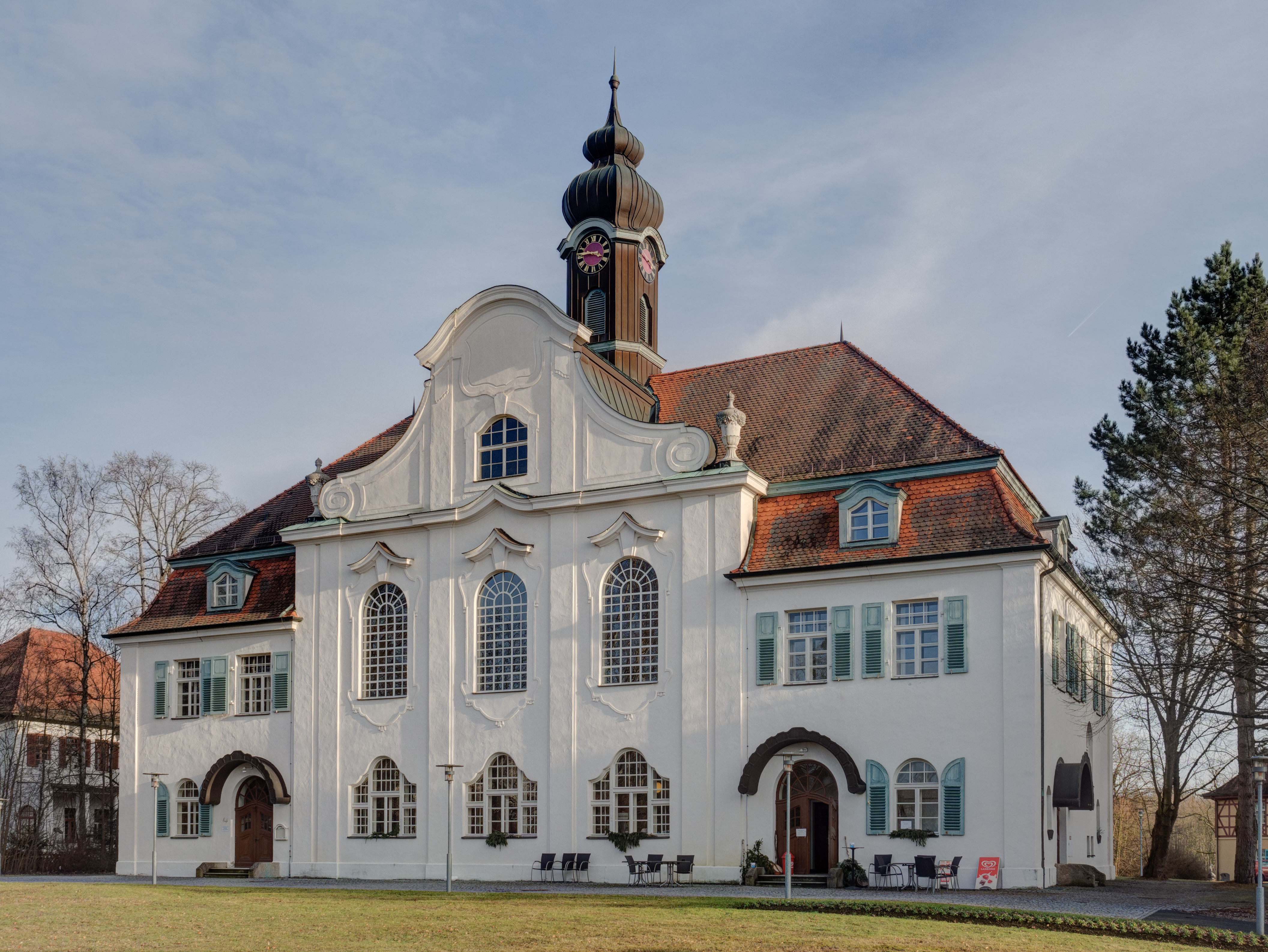
Versammlungsgebäude

In der Bayerischen Denkmalliste sind für Kutzenberg 23 Gebäude als Baudenkmäler aufgeführt. Die baulichen Grundstrukturen der ehemaligen Irrenanstalt entwarf der Kreisbaurat Jakob Spies. Die Pläne des ersten Bauabschnitts fertigte der Bauleiter Albert Haug, für den zweiten Bauabschnitt zeichnete der Regierungsbaumeister Gottfried Frey verantwortlich. Die Gebäude wurden in regionaltypischer Bauweise, im historisierenden Heimatstil, in Anlehnung an barocke und frühklassizistische Formen teilweise mit Fachwerk errichtet. Das Direktions- und Verwaltungsgebäude, ein zwei bzw. dreigeschossiger Mansardwalmdachbau mit einem Dachreiter, stammt von 1906 und wurde 1913 sowie 1916 umgebaut. Das Versammlungsgebäude mit einem Festsaal im Erdgeschoss und einer Kapelle im Obergeschoss entstand 1912 als zweigeschossiger Mansardwalmdachbau mit einem Dachreiter und wurde 1960 sowie 1988 umgebaut.